# Un angelo per Satana
Un angelo per Satana è un film horror del 1966 diretto da Camillo Mastrocinque tratto da un racconto di Luigi Emmanuele. Si tratta del secondo horror diretto dal regista, dopo La cripta e l'incubo.

## Trama
Fine '800. Un'antica statua viene ritrovata in un piccolo villaggio italiano. La statua somiglia incredibilmente ad Harriet, ricca ereditiera del luogo. Poco dopo il ritrovamento, la donna comincia a comportarsi in modo strano, mostrando una malvagità inedita e sconcertante. Roberto Merigi, scultore ingaggiato per restaurare la statua e attratto da Harriet, cercherà di svelare il mistero riguardo a quella che gli abitanti del luogo credono una maledizione legata al ritrovamento.

## Distribuzione
Il film è stato distribuito in Italia il 4 maggio 1966.

## Incassi
Un angelo per Satana incassò un totale di 87 milioni di lire italiane.